# Nikolái Stárostin
Nikolái Petróvich Stárostin (en ruso: Никола́й Петро́вич Ста́ростин; 26 de febrero de 1902 - 17 de febrero de 1996, Moscú) fue un futbolista y jugador de hockey sobre hielo soviético y ruso, notable por ser el fundador del FC Spartak Moscú en 1922. Sus tres hermanos Andréi, Aleksandr y Piotr también estuvieron vinculados al Spartak durante sus vidas. En 1942 fue víctima de las Purgas de Stalin y enviado al gulag en Siberia.

## Biografía
Nikolái Stárostin nació en el distrito Presnensky, en Moscú, donde disfrutó de una cómoda infancia debido a la buena posición de su padre, guía de caza para la Sociedad de Caza Imperial. Nikolai era el mayor de cuatro hermanos —Andrei, Alexander y Piotr—. Estudió en una academia comercial donde por primera vez comenzó a jugar al fútbol. Sin embargo, este deporte no gozaba aún de gran popularidad en Rusia en este período, pero estaba creciendo. Se creó una liga en Moscú en 1910, pero se extinguió en los años posteriores a la revolución de 1917. Stárostin dijo haber dado la bienvenida a la revolución, a pesar de que no desempeñó ningún papel activo en la misma. Tras la muerte de su padre, de fiebre tifoidea en 1920, Stárostin mantuvo a su familia jugando al fútbol en verano y hockey sobre hielo en invierno.

## Carrera como futbolista
En 1921 se formó el Círculo Deportivo de Moscú (más tarde Krasnaia Presnia) por Iván Artiómev y el propio Stárostin. El equipo creció, se construyó un estadio apoyándose en la venta de entradas y jugando partidos en toda Rusia. Como parte de la reorganización de 1926 del fútbol en la Unión Soviética, Stárostin obtuvo el patrocinio del sindicato de trabajadores de la alimentación para el club y su sede se trasladó al estadio Tomskii, de 13.000 localidades. El equipo cambió de patrocinador varias veces en los años siguientes, ya que compitió con el Dinamo de Moscú, cuyo estadio Dinamo de 35.000 asientos estaba cerca.
Como deportista de alto nivel, Stárostin entró en contacto cercano con Aleksandr Kósarev, secretario del Komsomol (Unión Comunista de la Juventud) que ya tenía una fuerte influencia sobre el deporte y quería extenderla. En noviembre de 1934, con fondos de Promkooperatsiia, Kósarev contrató a Stárostin y sus hermanos para desarrollar un equipo de fútbol que fuera más potente. Una vez más el equipo cambió su nombre, esta vez a Spartak de Moscú. Tomó su nombre del esclavo y rebelde romano Espartaco. Al igual que el propio Espartaco, el club parecía representar a los explotados, a diferencia de sus rivales del Dinamo de Moscú (gestionado por la policía secreta) y el CSKA de Moscú (dirigido por el ejército). Stárostin jugó y entrenó al Spartak, y sus tres hermanos también jugaron en el club.
En 1936 se introdujeron una nueva liga y un competición de copa en la Unión Soviética. En el primer año Dinamo ganó la liga y la copa fue conquistada por el Spartak. En 1937, las posiciones se invirtieron, pero el Spartak ganó la liga y la copa en 1938 y 1939, para gran disgusto de Lavrenti Beria, el jefe de la policía secreta, que era también el presidente del Dynamo. Como entusiasta futbolista en su juventud, Beria había jugado contra Stárostin en la década de 1920, sufriendo una derrota humillante. La rivalidad Dinamo-Spartak se convirtió en la más amarga del deporte soviético.

## Arresto y condena en el gulag
A finales de 1930 muchos de los amigos y asociados de Stárostin fueron arrestados como parte de la Gran Purga, incluyendo Kósarev. También hubo intentos de controlar más de cerca los aspectos deportivos, incluyendo forzar un partido de desempate en una semifinal de Copa de 1939 después que el Spartak ganase el primer partido por un gol en disputa. Ganaron el partido de desempate, que no tuvo lugar hasta después de que el Spartak ya había ganado la final.

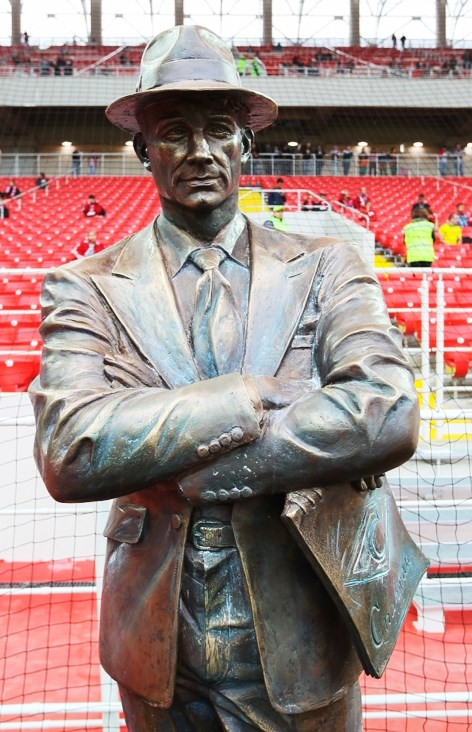
Estatua de Nikolái Stárostin sobre el césped del Otkrytie Arena, el nuevo estadio del Spartak.

El 20 de marzo de 1942, Stárostin fue detenido, junto con sus tres hermanos y otros futbolistas, frente a las acusaciones de implicación en un complot para matar a Iósif Stalin. Después de dos años de interrogatorios en la Lubianka, los cargos fueron retirados, pero los Stárostin fueron juzgados y condenados a diez años en Siberia, después de haber sido encontrados culpables de "alabar deportes burgueses y tratar de arrastrar motivos burgueses al deporte soviético". La sentencia fue muy indulgente en vista de la popularidad del fútbol y de Stárostin. Cuando se publicaron en 2003 los detalles de la verdadera sentencia de la corte, resultó que los Stárostin no fueron condenados por delitos políticos, sino por el robo de artículos deportivos de las tiendas que debían supervisar y la venta de estos productos. Nikolái Stárostin se benefició con 28.000 rublos, Aleksandr con 12.000, Andréi y Piotr cada uno con 6.000 rublos.
Además, Nikolái Stárostin fue declarado culpable de sobornar a la comisario militar Kutarzhevski del distrito Bauman de Moscú. Kutarzhevski, utilizando su influencia, logró que varias personas que supuestamente habían sido reclutadas para servir en el ejército durante la Segunda Guerra Mundial no fueron enviados al frente y se quedaran en Moscú. Esas personas incluyen distribuidores de alimentos y gerentes de tiendas de comida, que a su vez sirvieron a Stárostin con suministro de alimentos ilimitados durante el tiempo de guerra, cuando la escasez de alimentos era común (de acuerdo con la sentencia, el gerente de la tienda de alimentos Zviozdkin dio a Stárostin 60 kilogramos de mantequilla y 50 kilogramos de carne).
Durante su tiempo en el gulag, las habilidades de Stárostin fueron muy requeridas y se desempeñó como entrenador en diversos campos. Como preso fue tratado con benevolencia por los comandantes que miraban con buenos ojos el fútbol y obtuvo numerosos privilegios. A diferencia de otros reclusos notables, Stárostin nunca fue maltratado y era muy querido entre los guardias y presos, que se reunían a escuchar sus historias de fútbol.
En 1948 Stárostin recibió una llamada de teléfono en el campo del hijo de Stalin, Vasili Dzhugashvili. Ambos se habían conocido en la década de 1930 cuando la hija de Stárostin había hecho amistad con él en el club de hípica del Spartak. Ahora era comandante en jefe de las fuerzas aéreas soviéticas y trajo de vuelta a Moscú a Stárostin para entrenar al equipo de fútbol de las Fuerzas Aéreas, que, sobre el papel, se convirtió en un peón en el conflicto entre Vasili y Lavrenti Beria. La policía secreta de Beria pronto visitó a Stárostin en su casa, dándole veinticuatro horas para abandonar Moscú. Vasili reaccionó tomando a Stárostin bajo su protección. Los dos pasaron todo el tiempo juntos, incluso durmiendo en la misma y amplia cama (Vasili con una pistola debajo de la almohada).
En una ocasión, cuando Vasili estaba borracho, Stárostin salió por una ventana abierta para ver a su familia. Fue detenido por la policía secreta a las seis de la mañana siguiente y enviado al gulag de Maikop. En Orel, sin embargo, el líder de contraespionaje de Vasili se reunió en el tren de retorno de Stárostin a Moscú. Stárostin pidió que se le permitiera vivir en el sur de Rusia y Vasili aceptó, con la condición de que fuera el entrenador del equipo local del Dinamo. La policía secreta lo interceptó y fue desterrado de por vida a Kazajistán. Stárostin fue enviado inicialmente a Akmolinsk, donde entrenó al equipo de fútbol local. Más tarde se trasladó a Alma Ata para convertirse en entrenador de hockey sobre hielo y del equipo de fútbol del Kairat Almaty. Los esfuerzos de Stárostin contribuyeron a convertir al club en el equipo kazajo más importante de la era soviética.

### Libertad
Stalin murió el 5 de marzo de 1953. Beria, quien inicialmente había encabezado un grupo político tras de la muerte de Stalin, fue ejecutado ese mismo año. Como parte del movimiento hacia la "desestalinización" se declaró una amnistía para varios presos políticos y Stárostin estaba entre ellos. Su condena y la de sus hermanos fueron declaradas ilegales, y fueron puestos en libertad. Nikolái Stárostin fue designado entrenador de la selección nacional de fútbol Soviética, y en 1955 regresó al Spartak como presidente, cargo que mantuvo hasta 1992. Stárostin publicó sus memorias, tituladas Futbol skvoz gody ("Fútbol a través de los años") en 1989. Fue enterrado en el Cementerio de Vagánkovo en Moscú.

## Premios
- Héroe del Trabajo (1990)
- Orden al Mérito de la Patria, 3ª clase (19 de abril de 1995) —por sus servicios en el desarrollo de la cultura física y el deporte y la gran contribución personal al el surgimiento de la sociedad deportiva "Spartak".
- Tres Orden de Lenin (1937, 1987, 1990)
- Orden de la Amistad de los Pueblos (1982)
- Maestro Emérito de Deportes